# Cafú (football, 1977)
Pour les articles homonymes, voir Cafu (homonymie).
Arlindo Gomes Semedo, surnommé Cafú, est un footballeur international cap-verdien, possédant également la nationalité portugaise. 
Né le 17 novembre 1977 à Lisbonne, il joue au poste d'attaquant.

## Biographie
En janvier 2006, il rejoint le club de D2 allemande du Sportfreunde Siegen. Il marque 5 buts en 13 apparitions mais cela ne suffit pas pour éviter au club la relégation. 
Lors de l'été 2006, il s'engage en faveur du SC Fribourg, club avec lequel il termine 4e de D2 allemande mais réalise une saison décevante (1 but en 23 matchs). Il décide alors de s'engager avec l'Omonia Nicosie.  
Après avoir joué deux saisons à l'Omonia Nicosie, à Chypre, où il marque une dizaine de buts, il est recruté par le club chypriote phare de ces dernières années, le Anorthosis Famagouste FC.

## Carrière
- 1997-1999 ::  Amora FC
- 1999-2002 :  CF Belenenses
- 2002-2005 :  Boavista FC
- 2006 :  Sportfreunde Siegen
- 2006-2007 :  SC Fribourg
- 2008-2009 :  Omonia Nicosie
- 2009-2011 :  Anorthosis Famagouste
- 2011-2012 :  AEL Limassol
- depuis 2012 :  Alki Larnaca[1],[2]

## Palmarès
- Championnat de Chypre en 2012 avec Limassol

## Carrière internationale
- 15 sélections et 4 buts avec l'équipe du Cap-Vert depuis 2003.